# Comté de Pike (Alabama)
Pour les articles homonymes, voir Comté de Pike.
Le comté de Pike est un comté des États-Unis, situé dans l'État de l'Alabama.

## Démographie
| 1830  | 1840   | 1850   | 1860   | 1870   | 1880   | 1890   | 1900   |
| ----- | ------ | ------ | ------ | ------ | ------ | ------ | ------ |
| 7 108 | 10 108 | 15 920 | 24 435 | 17 423 | 20 640 | 24 423 | 29 172 |

| 1910   | 1920   | 1930   | 1940   | 1950   | 1960   | 1970   | 1980   |
| ------ | ------ | ------ | ------ | ------ | ------ | ------ | ------ |
| 30 815 | 31 631 | 32 240 | 32 493 | 30 608 | 25 987 | 25 038 | 28 050 |

| 1990   | 2000   | 2010   | - | - | - | - | - |
| ------ | ------ | ------ | - | - | - | - | - |
| 27 595 | 29 605 | 32 899 | - | - | - | - | - |